# Exocentrus lateralis
Exocentrus lateralis är en skalbaggsart som beskrevs av Charles Joseph Gahan 1904. Exocentrus lateralis ingår i släktet Exocentrus och familjen långhorningar.
Artens utbredningsområde är:
- Kenya.
- Moçambique.
- Zimbabwe.

Inga underarter finns listade i Catalogue of Life.